# Азербайджанский государственный драматический театр (Дербент)
Азербайджанский государственный драматический театр — учреждение культуры Республики Дагестан. Расположен в Дербенте, по адресу улица Ленина, 42.

## История
В середине 1880-х годов в Дербенте по инициативе представителей азербайджанской интеллигенции возник любительский тюркский (азербайджанский) драматический кружок, участниками которого были исключительно мужчины. Актёры-любители выступали на сцене городского общественного клуба и в залах кинотеатров.
В феврале 1904 года участники собрания городских уполномоченных обратились в Министерство внутренних дел Российской империи с ходатайством об утверждении «Устава Дербентского тюркского (азербайджанского) драматического театра». 22 сентября 1904 года Устав был утверждён. В театре выступали люди, не имеющие специального образования. В 1910 году в постановке театра состоялась премьера оперы Узеира Гаджибекова «Лейли и Меджнун».
В 1918 году ввиду событий Гражданской войны трупа театра распалась. После установления Советской власти в 1920 году на базе клуба пролетарской молодёжи был создан Азербайджанский любительский театр. В 1927 году театру был присвоен статус профессионального, трупе было передано отремонтированное здание клуба пролетарской молодёжи, однако в ночь перед открытием строение полностью было уничтожено пожаром, причины которого установить не удалось.
В 1931 году состоялось открытие театра в недавно построенном клубе строителей. Главным режиссёром стал актёр Исмаил Дагестанлы. 
В период с 1933 по 1949 годы режиссёром театра работал народный артист ДАССР, Мусаиб Джум-Джум. Театр получил статус Государственного Азербайджанского музыкально-драматического театра в 1936 году, однако в 1949 году он был закрыт в связи с недосатком финансирования, на его базе был создан Межколхозный театр.
В 1967 году при Доме культуры Дербентского района был создан Азербайджанский народный театр, который возглавил Насир Гашим-оглы. 27 апреля 1998 года театр получил статус государственного. Ему было передано здание кинотеатра «Родина», которое оказалось непригодным для использования ввиду его аварийного состояния. По этой причине Азербайджанский театр выступал на базе Лезгинского драматического театра. Строительство нового здания было заморожено в 2006 году.
В 2017 году в здании Лезгинского драматического театра состоялись премьеры детского спектакля Павла Морозова «Лев Васька» и комедии Иси Меликзаде «У каждого своя звезда».
В 2021 началось возведение нового здания для театра на месте кинотеатра «Родина», строительство которого было вскоре завершено.